# Scaptius geminipuncta
Scaptius geminipuncta är en fjärilsart som beskrevs av M.Gaede 1928. Scaptius geminipuncta ingår i släktet Scaptius och familjen björnspinnare. Inga underarter finns listade.